# Sebastian Krause
Sebastian Krause (* 16. Oktober 1989 in Berlin) ist ein deutscher Volleyballspieler.

## Karriere
Sebastian Krause begann seine Volleyball-Karriere beim SCC Berlin. Später wechselte er zum VC Olympia Berlin und wurde in die Junioren-Nationalmannschaft berufen. 2008 wurde Krause vom Bundesligisten Netzhoppers Königs Wusterhausen verpflichtet. Der aufschlagstarke Außenangreifer kam in dieser Zeit auch zu sieben Einsätzen in der A-Nationalmannschaft. Nach einer Saison beim Heimatverein und Lokalrivalen SCC Berlin, mit dem er 2011 deutscher Vizemeister wurde, kehrte Krause zu den Netzhoppers zurück. 2012 spielte er einige Monate beim griechischen Verein Foinikas Syros. Im Dezember 2012 kehrte er nach Deutschland zurück und wurde vom VfB Friedrichshafen verpflichtet, mit dem er 2013 erneut deutscher Vizemeister wurde. Danach wechselte Krause nach Katar zum Al Gharafa SC und Anfang 2014 zum rumänischen Spitzenklub Remat Zalău. 2014/15 war er in Weißrussland bei Stroitel Minsk aktiv. Ab Sommer 2015 spielte er für Al-Hilal in Saudi-Arabien und kehrte im Dezember zurück in die Bundesliga zu den Netzhoppers. Im April 2016 spielte er beim Schweizer Erstligisten Lausanne UC.
Von 2017 bis 2020 spielt Krause beim deutschen Drittligisten PSV Neustrelitz, mit dem er 2018/19 Meister der Nordstaffel wurde und die Auszeichnung als wertvollster Spieler der Liga erhielt. 2020 wechselte er zum Zweitligisten SV Warnemünde.